# روزكا كورتشاك
روزكا كورتشاك (1921 - 1988) هي مقاتلة يهودية بولندية ، ومن قادة المقاومة اليهودية البولندية ضد القوات الألمانية النازية خلال الحرب العالمية الثانية. انضمت إلى «منظمة المقاتلين المتحدة» وهي حركة يهودية مسلحة، تأسست في غيتو فيلنا، ورافقت كل من فيتكا كيمبنر ومؤسسها أبا كوفنر، وكان لها دور قيادي  في حركة «المنتقمون» (ناكام).

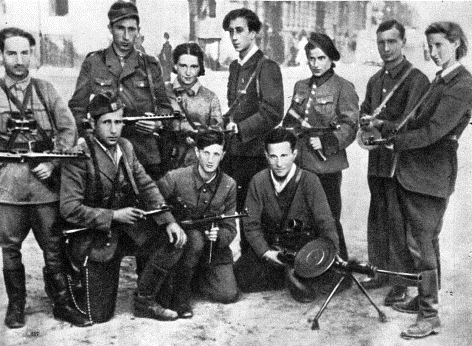
روزكا كورتشاك (الواقفة الثالثة من اليسار) مع أعضاء «إف بي أو» (منظمة المقاتلين المتحدة) في غيتو فيلنا. أبا كوفنر على يمينها وفيتكا كيمبنر في أقصى اليمين.

## حياتها
ولدت كورتشاك في أبريل 1921 في بيسلكو لأب يعمل تاجر ماشية. وانتقلت عائلتها إلى قرية صغيرة في بلوك حيث التحقت بمدرسة حكومية. وهي في الصف الثامن، قامت بتنظيم إضراب طلابي يهودي احتجاجًا على معاداة السامية في المدرسة.  وفي مراهقتها انضمت إلى منظمة «هاشومير هاتسير» صهيونية. 

## خلال الحرب العالمية الثانية
أثناء غزو ألمانيا لبولندا في عام 1939، هربت كورتشاك إلى ليتوانيا والتقت بفيتكا كيمبنر في فيلنا، التي كانت عضوة أيضل في هاشومير هاتسير. وبعد غزو ألمانيا للاتحاد السوفيتي، شاركت في تأسيس «منظمة المحاربين المتحدين» المسلحة (FPO) مع كل من أبا كوفنر وفيتا كيمبنر في عام 1942، لمقاومة الاحتلال النازي. وقاموا بتهريب الأسلحة إلى غيتو فيلنا وتهريب اليهود إلى الخارج. 
ومع تفاقم الوضع في الحي اليهودي، مع اقتراب تنفيذ خطة الإبادة الجماعية لليهود على يد القوات النازية الألمانية، غادرته في سبتمبر 1943 مع آخر مجموعة من المقاتلين الذين مروا عبر المجاري ولجأوا إلى غابات رودنينكاي وناروش.  وبعد تحرير فيلنيوس من قبل الجيش الأحمر في يوليو 1944، ركزت هي ورفاقها على مساعدة اللاجئين اليهود والهجرة إلى فلسطين. وهاجرت هي أيضا إلى فلسطين في 12 ديسمبر 1944.  